# Roche Caiman
 Roche Caiman è uno dei 26 distretti delle Seychelles. Con un'estensione di 1,2km2, il distretto comprende la parte più orientale dell'isola di Mahé - la più grande dell'arcipelago africano - e ospita una popolazione complessiva di 2.652abitanti (censimento del 2002). 
Il villaggio di Roche Caiman è il capoluogo di regione. Agricoltura, pesca e turismo sono le attività economiche prevalenti.